# Nine Shopping
Nine Shopping, antes conocido como Casa Nine es un centro comercial situado en la ciudad argentina de Moreno, partido homónimo, al oeste del Gran Buenos Aires; se encuentra emplazado en la insterseccion de la Avenida Victorica y la bajada de la Autopista del Oeste, cerca de la Ruta Provincial 25. Nació como un corralón y en 2001 fue inaugurado como Shopping

## Historia
Pertenece a un grupo de empresas de tipo familiar que nació como un corralón y luego de una serie de transformaciones en el año 2001 fue inaugurado como Shopping 
Ha tenido un crecimiento sostenido y por ser pionero y única propuesta en la zona, se convirtió en un shopping de referencia de Zona Oeste, lo que ha generado un fuerte sentido de pertenencia tanto en la zona primaria como en partidos vecinos como Merlo, Ituzaingó y Luján, que hasta el presente se sostiene

## Características de la zona
El centro comercial se encuentra ubicado en la bajada de la Autopista del Oeste y la avenida Victorica, cerca del bingo de Moreno

## Características del Centro Comercial
El centro comercial posee tres entradas de estacionamiento, uno en Av. Victorica que tiene una bajada hacia el estacionamiento subsuelo, otro en Jose Marmol y otro en la Autopista del Oeste con otra bajada hacia el subsuelo también y posee dos entradas, una en Av. Victorica y Jose Marmol y otro atrás del shopping, en la playa de estacionamiento descubierto con rampa al hacia el estacionamiento Subsuelo que fue inaugurado en el año 2014. En la planta baja se encuentran los locales comerciales, un gimnasio Life Center, una farmacia y un cajero Banco Provincia. En el primer piso se encuentra el patio de comidas, el patio de juegos Jungle Game, el cine Hoyts, el banco BBVA y algunos locales comerciales. Posee dos ascensores, uno en el atrio central y otro en el patio de comidas, en el subsuelo se encuentra la casa de mascotas Natural Life y un local de accesorios para baño

## Cierres
El 30 de marzo de 2022 cerro definitivamente el supermercado Disco y antes cerro la Brioche Dorée, heladería Chungo, Subway, Muaa, 47 Street (ahora volvió con nuevo local), Yagmour, Compumundo, Rever Pass, Oxaca y las góndolas del pasillo que está abajo del Patio de comidas. En febrero de 2024, cerró el cajero del Banco Provincia, debido a la presencia de gente durmiendo en los cajeros, destrozandolos y dañando las instalaciones.

## Servicios
| Local                             | Logo | Ubicación                                               |
| --------------------------------- | ---- | ------------------------------------------------------- |
| Locales comerciales               |      | Planta Baja y Primer Piso (algunos)                     |
| Farmacia                          |      | Planta Baja al lado de la entrada por Avenida Victorica |
| Patio de Comidas                  |      | Primer Piso                                             |
| Jungle Game                       |      | Primer piso                                             |
| Cine Hoyts                        |      | Primer Piso                                             |
| Centro de Educación Regional      |      | Planta Baja                                             |
| Lubricentro Mantis                |      | Estacionamiento descubierto                             |
| Gimnasio Life Center              |      | Planta Baja                                             |
| Banco BBVA                        |      | Primer Piso                                             |
| Cajero Automático Banco Provincia |      | Al lado de la entrada por Victorica y Mármol            |

## Galería

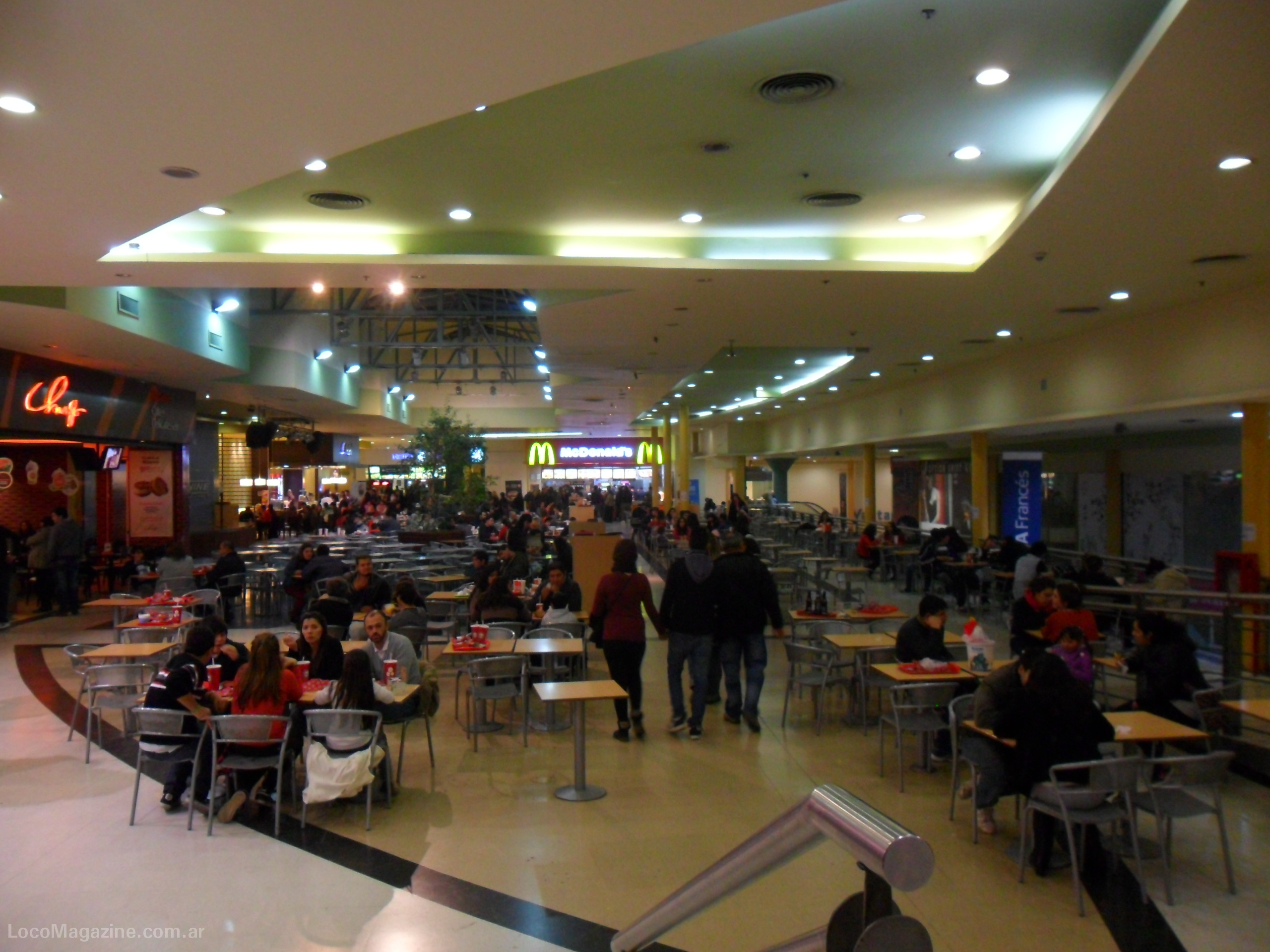
Patio de comidas donde esta McDonald's y Mostaza
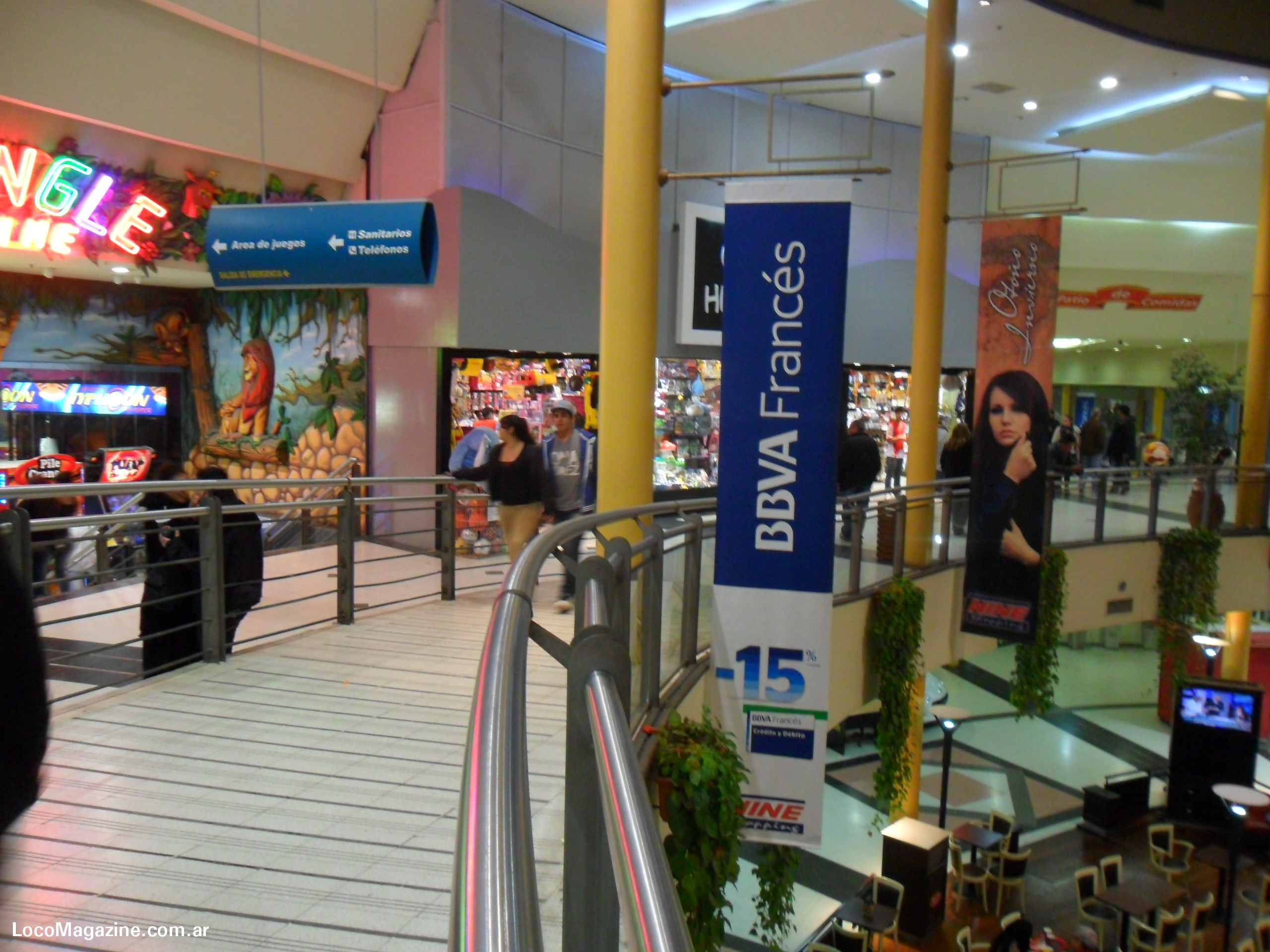
Atrio central
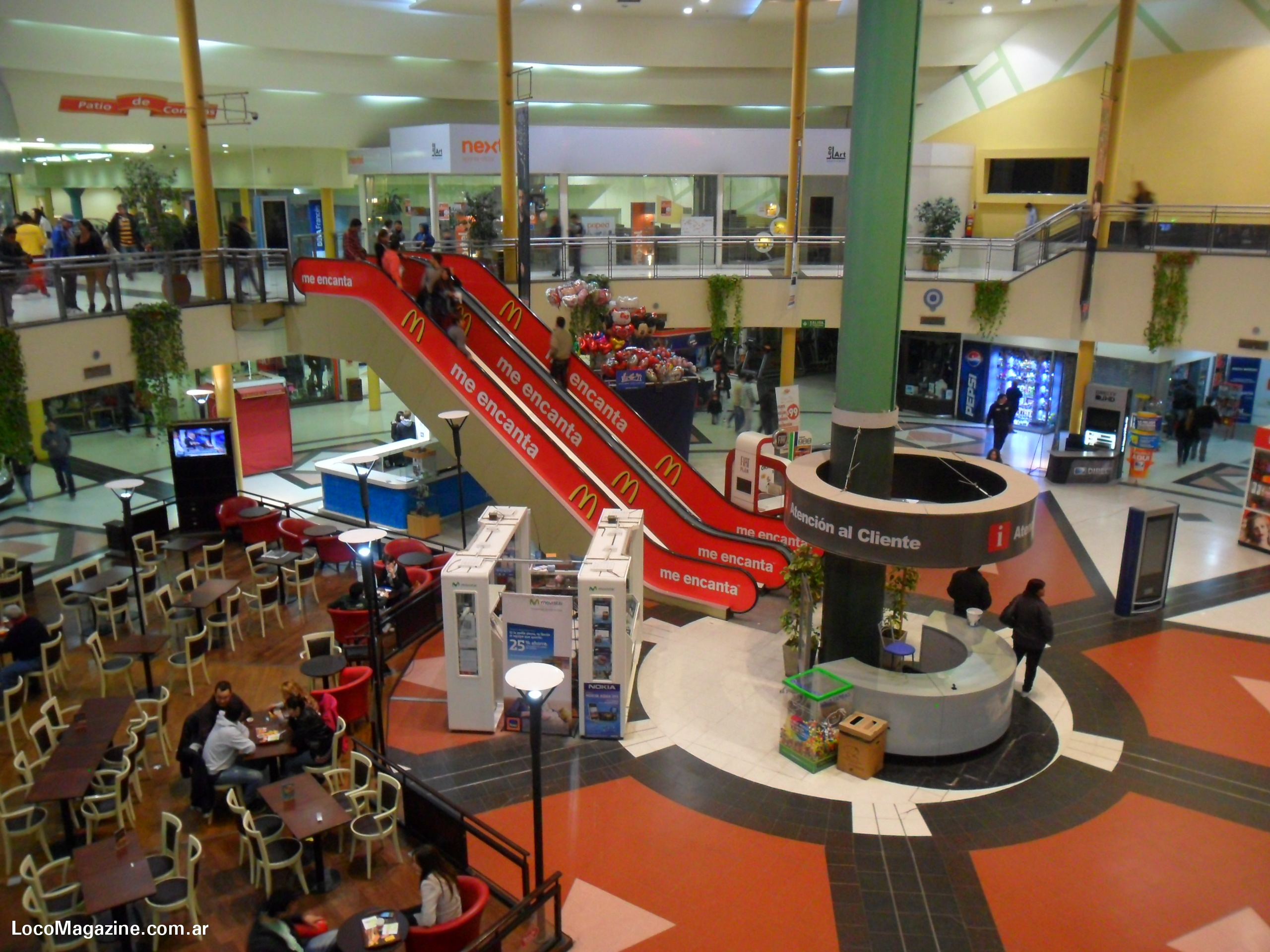
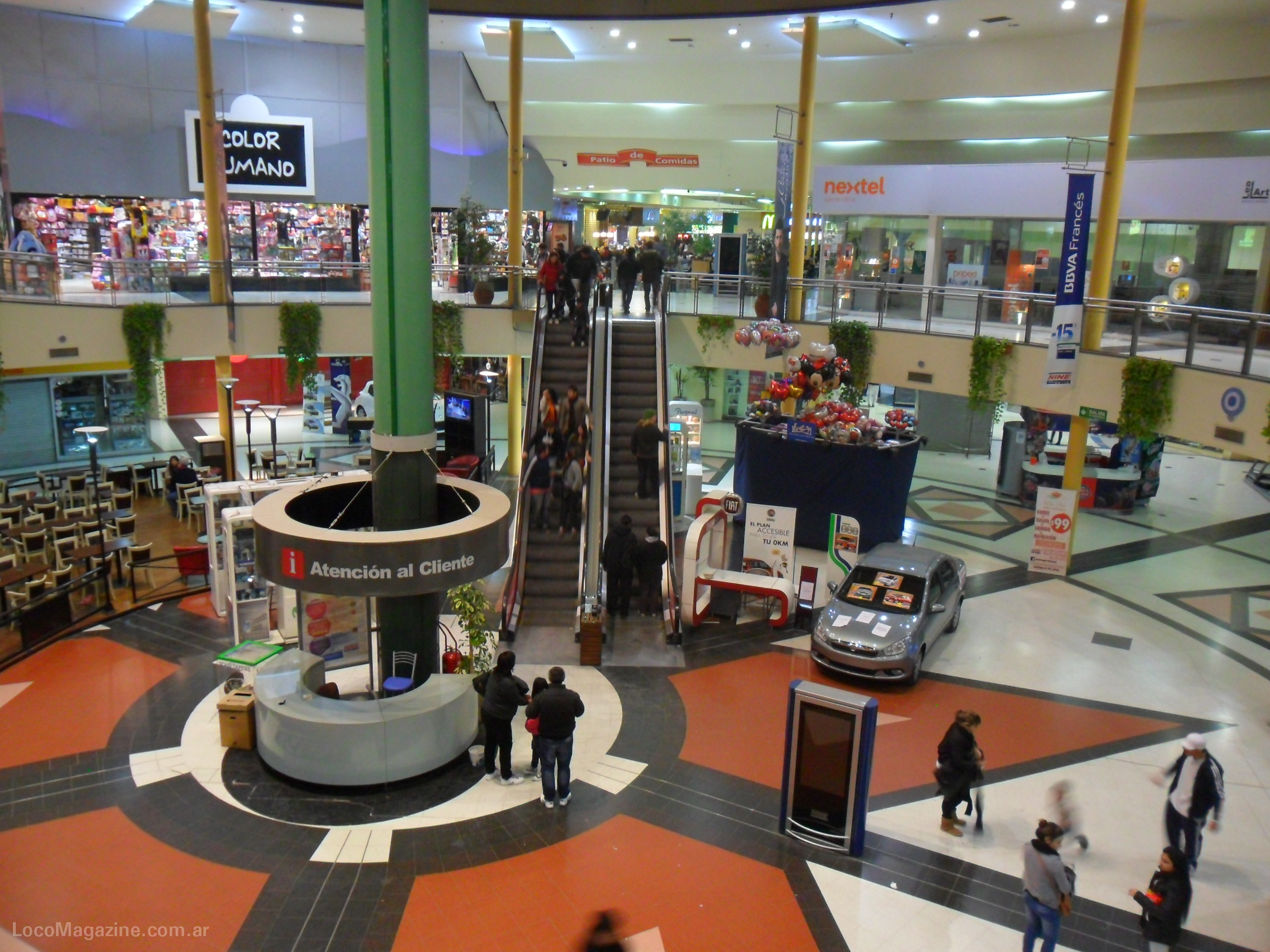
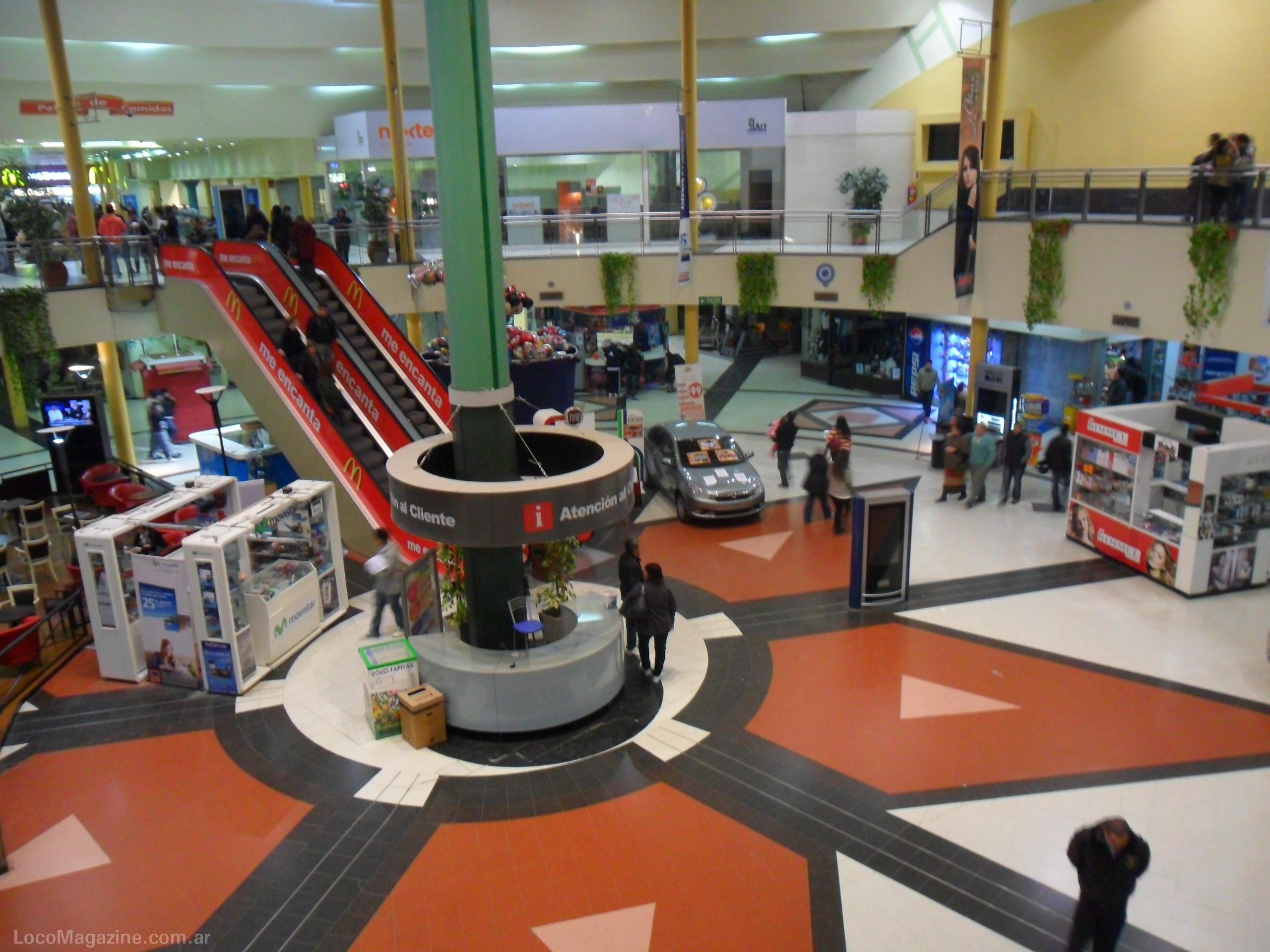